# Dacia (cartier în Constanța)
Dacia este un cartier în Constanța, unde se întâlnesc bulevardele Tomis și Alexandru Lăpușneanu.
 Acest articol despre o localitate din județul Constanța este deocamdată un ciot. Puteți ajuta Wikipedia prin completarea lui.